# Birgit Schreiber
Birgit Schreiber – była niemiecka biegaczka narciarska reprezentująca NRD. W 1978 roku wystartowała na mistrzostwach świata w Lahti zdobywając wspólnie z Marlies Rostock, Barbarą Petzold i Christel Meinel srebrny medal w sztafecie 4x5 km. Na tych samych mistrzostwach była też siedemnasta w biegu na 5 km. Ponadto Schreiber zdobyła złote medale w biegu na 5 km i sztafecie podczas mistrzostw świata juniorów w Sainte-Croix w 1977 roku. Wspólnie z koleżankami z reprezentacji zwyciężyła też w sztafecie na mistrzostwach świata juniorów w Mt-Sainte-Anne dwa lata później.

## Osiągnięcia

### Mistrzostwa świata
| Miejsce | Dzień     | Rok  | Miejscowość | Konkurencja            | Czas biegu | Strata   | Zwyciężczyni  |
| ------- | --------- | ---- | ----------- | ---------------------- | ---------- | -------- | ------------- |
| 17.     | 20 lutego | 1978 | Lahti       | 5 km stylem klasycznym | 18:53,50   | +1:13,22 | Helena Takalo |
| 2.      | 22 lutego | 1978 | Lahti       | Sztafeta 4x5 km        | 1:13:25,08 | +4,66    | Finlandia     |

### Mistrzostwa świata juniorów
| Miejsce | Dzień     | Rok  | Miejscowość      | Konkurencja            | Czas biegu | Strata | Zwycięzca       |
| ------- | --------- | ---- | ---------------- | ---------------------- | ---------- | ------ | --------------- |
| 1.      | ? lutego  | 1977 | Sainte-Croix     | 5 km stylem klasycznym | 18:56,95   | -      | -               |
| 1.      | ? lutego  | 1977 | Sainte-Croix     | Sztafeta 3x10 km       | 1:15:21,71 | -      | -               |
| 4.      | 16 lutego | 1979 | Mont-Sainte-Anne | 5 km stylem klasycznym | 16:25,64   | +18,78 | Marlies Rostock |
| 1.      | 18 lutego | 1979 | Mont-Sainte-Anne | Sztafeta 3x5 km        | 50:00,19   | -      | -               |